# Atlantic Coast Hockey League (1981-1987)
Pour la ligue des années 2000, voir Atlantic Coast Hockey League (2002).
 (mars 2023).
Si vous disposez d'ouvrages ou d'articles de référence ou si vous connaissez des sites web de qualité traitant du thème abordé ici, merci de compléter l'article en donnant les références utiles à sa vérifiabilité et en les liant à la section « Notes et références ».
La Ligue de hockey de la Côte Atlantique (Atlantic Coast Hockey League) était une ligue mineure de hockey sur glace aux États-Unis de 1981 à 1987. En 1988, la ligue s'associe avec la All-American Hockey League pour créer l'East Coast Hockey League (ECHL).
En 2002, une seconde organisation a porté ce nom, l'Atlantic Coast Hockey League (2002).

## Équipes
- Raiders de Salem (1981-1982)
- Stars de Mohawk Valley (1981-1985)
- Skipjacks de Baltimore (1981-1982)
- Buccaneers de Cape Cod (1981-1982)
- T-Birds de Winston Salem (1981-1982)
- Chiefs de Schenectady (1981-1982)
- Trappers de Fitchburg (1981-1982)
- Golden Blades d'Érié (1982-1987)
- Thunderbirds de la Caroline (1982-1987)
- Raiders de la Virginie (1982-1983)
- Gulls de Hampton Roads (1982-1983)
- South Stars de Nashville (1982-1983)
- Lancers de la Virginie (1983-1987)
- Bucks de Pineridge (1983-1985)
- Bulls de Birmingham (1983-1984)
- Comets de Mohawk Valley (1985-1987)
- Slapshots de New York (1985-1986)
- Slapshots de Troy (1986-1987)